# Vocalise (musique)
« Vocalise » redirige ici. Pour les autres significations, voir Vocalise (homonymie).
Une vocalise, en musique, est une mélodie chantée sans texte, sur une ou plusieurs voyelles.
La vocalise peut être un simple exercice technique vocal, constituer un passage d'une pièce plus large ou être une œuvre musicale à part entière. Dans le genre, les plus connues sont la Vocalise de Rachmaninov ou la Vocalise-étude en forme de habanera de Ravel.

## Présentation
Vocalise vient du verbe « vocaliser » (dérivé de vocal, du latin vocalis, adjectif « sonore » et substantif « voyelle »).
Musicalement, la vocalise consiste à chanter sur une voyelle ou plusieurs voyelles, sans prononcer un mot. C'est une mélodie sans texte.
La vocalise est exécutée soit à des fins artistiques, soit dans un but didactique, selon certaines formules, gammes et arpèges, notamment,.
Comme exercice technique, elle est l'équivalent de l'étude pour un instrument de musique. Elle permet à l'apprenti-chanteur de perfectionner certaines qualités de la voix, son étendue, sa souplesse, son legato, son agilité, la précision dans la formulation de chaque son.
La vocalise peut aussi correspondre à un passage de virtuosité où la mélodie se déploie sur une voyelle, unité plus petite que le mot dont elle est extraite.

## Histoire
Au Moyen Âge, les passages vocalisés constituent un élément important de composition, à l'instar des mélismes sans texte du plain-chant. La pratique de la vocalise, connue chez les Égyptiens et les Hébreux, passe ensuite dans la liturgie chrétienne (alléluia, Kyrie, antienne, graduel) puis dans les mélodies profanes monodiques et polyphoniques à partir du XIIe siècle, avant de se développer dans les airs des mélodrames, des opéras et des cantates de l'époque baroque,.
La vocalise contribue à différencier les catégories d'opéra, étant abondante dans l'opera seria mais à l'origine absente de l'opera buffa et de l'opéra-comique, par exemple. Elle permet de mettre en valeur un mot, d'exprimer un état extrême comme la joie (le jubilus de l'alléluia, par exemple) ou la folie (par exemple dans l'air de la scène de la folie de Lucia di Lammermoor de Donizetti), ou de caractériser des personnages : dans le duetto no 4 du Barbier de Séville de Rossini, « le comte Almaviva vocalise avec une exubérance croissante, alors que le plébéien Figaro reste syllabique ».
La vocalise peut aussi posséder une dimension humoristique, parodique voire critique : « sur le « ou » de « outragé » dans Platée de Jean-Philippe Rameau (1745), elle renforce le ridicule de la nymphe batracienne car on évite normalement les vocalises sur une voyelle fermée. Le personnage de Rose, cantatrice égocentrique dans What Next? d'Elliott Carter (1998), vocalise de façon quasi continue. Dans l'Orfeo de Monteverdi, Charon reste de marbre à l'écoute de l'air d'Orphée « Possente spirto » : la vocalise entrave l'intelligibilité du texte et incarne une forme d'artifice ». Pour cette raison, la musicologue Hélène Cao relève que la vocalise « est rare dans le lied et la mélodie, ainsi que dans certains types d'opéras (drame wagnérien, œuvres véristes) ».
À partir de l'époque moderne, les compositeurs utilisent des passages vocalisés pour produire un effet particulier, notamment Claude Debussy dans Sirènes (troisième de ses Nocturnes pour orchestre), Gustav Holst dans le mouvement Neptune des Planètes, ou Leoš Janáček (dans la scène du mariage du renard à l'acte II de son opéra La Petite Renarde rusée).

## Genre
Comme genre musical autonome, en tant qu'exercice vocal sans texte ou pièce de concert à chanter sur une ou plusieurs voyelles, la vocalise se développe à partir du début du XIXe siècle, dans des manuels de chant, avec accompagnement au piano (par exemple, Domenico Corri, The Singer's Preceptor, 1810 ; ou Manuel García, Traité complet de l'art du chant, 1840-47/R). Le professeur de chant Heinrich Panofka, notamment, a publié pendant ses années à Paris cinq volumes de vocalises. De nombreux traités d'instruction vocale comprennent des compositions originales spécialement conçues, dans le but, ainsi que l'écrit Garcia, de "mélodies sans paroles, offrant à l'élève une union de toutes les difficultés du chant".
En 1848, Louis Spohr compose une Sonatine pour voix et piano dans laquelle la voix est utilisée comme un instrument soliste. À partir du début du XXe siècle, de grands compositeurs écrivent des vocalises conçues comme des pièces de concert, en particulier en France, sous l'impulsion du professeur de chant Amédée-Louis Hettich et de son répertoire de vocalises-études, au sein duquel se distinguent des figures de premier plan, tels Gabriel Fauré (Vocalise-étude) et Maurice Ravel (Vocalise-étude en forme de habanera),. Maurice Emmanuel (Vocalise-étude) et Albert Roussel (Vocalise no 1 et Vocalise no 2) écrivent également des vocalises.
Le genre inspire rapidement d'autres compositeurs, Alfredo Casella, Francesco Cilea, Umberto Giordano et Ottorino Respighi, en Italie. Parmi les œuvres du genre les plus jouées, on compte la Vocalise (1912) de Rachmaninov et les Trois Vocalises pour soprano et clarinette (1958) de Vaughan Williams. Parmi les plus ambitieuses, on relève la Sonate-Vocalise et la Suite-Vocalise op. 41 (1922-1926) de Nikolaï Medtner. Dans la seconde moitié du XXe siècle, on peut mentionner la Vocalise de Peter Racine Fricker (1965), les Songs de Michael Finnissy, et le Concerto pour une voix de Saint-Preux.